# Plumularia macrotheca
Plumularia macrotheca är en nässeldjursart som beskrevs av George James Allman 1877. Plumularia macrotheca ingår i släktet Plumularia och familjen Plumulariidae. Inga underarter finns listade i Catalogue of Life.